# Blaževci (Vrbovsko)
 Blaževci  falu Horvátországban, a Tengermellék-Hegyvidék megyében. Közigazgatásilag  Vrbovskóhoz tartozik.

## Fekvése
Fiumétól 53 km-re északkeletre, községközpontjától 13 km-re északra, a Kulpa jobb partján a szlovén határ mellett fekszik.

## Története
A településnek 1857-ben 238, 1910-ben 151 lakosa volt. Trianonig Modrus-Fiume vármegye Vrbovskói járásához tartozott. 2011-ben 38 lakosa volt.

## Lakosság
| Lakosság változása | Lakosság változása | Lakosság változása | Lakosság változása | Lakosság változása | Lakosság változása | Lakosság változása | Lakosság változása | Lakosság változása | Lakosság változása | Lakosság változása | Lakosság változása | Lakosság változása | Lakosság változása | Lakosság változása | Lakosság változása |
| ------------------ | ------------------ | ------------------ | ------------------ | ------------------ | ------------------ | ------------------ | ------------------ | ------------------ | ------------------ | ------------------ | ------------------ | ------------------ | ------------------ | ------------------ | ------------------ |
| 1857               | 1869               | 1880               | 1890               | 1900               | 1910               | 1921               | 1931               | 1948               | 1953               | 1961               | 1971               | 1981               | 1991               | 2001               | 2011               |
| 238                | 221                | 233                | 237                | 183                | 151                | 122                | 107                | 113                | 103                | 93                 | 67                 | 44                 | 89                 | 38                 | 38                 |

## Nevezetességei
- János evangélista tiszteletére szentelt temploma.
- Kishatárforgalmi átkelőhely a Kulpán át Szlovénia (Sodevci) felé.